# Mindszentgodisa, Baranya
Mindszentgodisa este un sat în districtul Hegyhát, județul Baranya, Ungaria, având o populație de 874 de locuitori (2011). 

## Demografie
Componența etnică a satului Mindszentgodisa
     Maghiari (81,15%)
     Romi (12,77%)
     Germani (5,45%)
     Necunoscut (0,63%)
     Alții (0,63%)
Componența confesională a satului Mindszentgodisa
     Romano-catolici (58,92%)
     Fără religie (15,9%)
     Reformați (3,32%)
     Necunoscută (20,94%)
     Atei (0,92%)
     Alte religii (1,49%)
Conform recensământului din 2011, satul Mindszentgodisa avea 874 de locuitori. Din punct de vedere etnic, majoritatea locuitorilor (81,15%) erau maghiari, existând și minorități de romi (12,77%) și germani (5,45%). Apartenența etnică nu este cunoscută în cazul a 0,63% din locuitori.  Din punct de vedere confesional, majoritatea locuitorilor (58,92%) erau romano-catolici, existând și minorități de persoane fără religie (15,9%) și reformați (3,32%). Pentru 20,94% din locuitori nu este cunoscută apartenența confesională.